# Grytjakt
Grytjakt är jakt i gryt med hjälp av en grythund, eller vid grytjakt på kanin, med hjälp av en tamiller.

## Allmänt

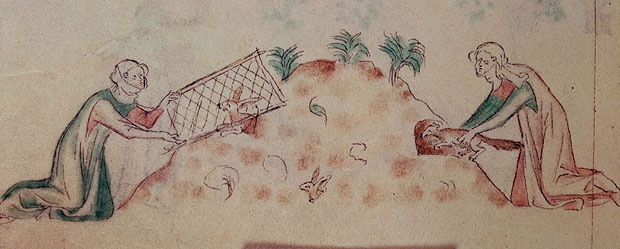
Kvinnor som jagar kanin med tamiller
Illuminerat manuskript i drottning Marys psalmbok, 1316-1321.

Det vilt som jagas är i första hand olika små predatorer, exempelvis räv, grävling samt mårdhund.
Vanligast är att man använder någon form av terrier för att bedriva jakten, men även taxar är vanligt förekommande grythundar.
Det har även förekommit att man har bedrivit grytjakt på kanin, och då har tamiller använts. Denna jaktform har en lång historia, men den torde numera utövas i en högst begränsad utsträckning.

## Historia

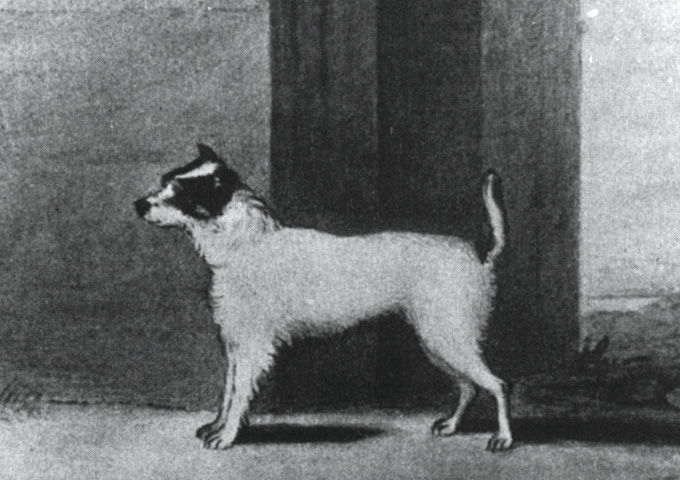
Sentida bild av Jack Russels första terrier

Grytjakten har en lång historia. Den första kända beskrivningen återfinns i boken La Vernarie skriven av Greve Jacques du Fouilloux och publicerad kring år 1560. Grythundarna beskrivs som bassets, och var antagligen förfäder till våra dagars taxar. I verket förekommer bland annat illustrationer av redskap, spadar, hackor och spett, som används vid jakten. Bytesdjuren som nämns är räv och grävling.
Namnet "terrier" går tillbaka till 1400-talet, och kommer från franskans ord för "jord" (i sin tur från latinets "terra"). Den moderna grytterriern, på engelska "working terrier", är dock en klart senare skapelse. Rävjakt introducerades på de brittiska öarna på 1600-talet, men blev allmän som jaktform först under 1800-talet. Till en början sågs grythundarna närmast som en möjlighet att tvinga ut rävar som gick i gryt under engelsk rävjakt. Den vita working terrierns uppkomst tillskrivs ofta pastor John "Jack" Russel (1795-1883), efter vilken jack russell terriern är döpt. Samtidigt användes också mörka hundar som stammade från Skottland, ur vilka det senare skulle uppstå raser som borderterrier och cairnterrier.

## Jaktformen
Grytjakt bedrivs som en egen jaktform, men det förekommer även att ha en grythund tillgänglig om räv eller grävling går i gryt under andra jaktformer (till exempel jakt med drivande hund).
På jakt efter räv i gryt är det hundens uppgift att jaga ut räven ur grytet till väntande passkytt. Detta kallas för att spränga, således kallas även hundar som är präglade på räv för rävsprängare. Hunden släpps vid en av grytgångarna, och passkyttar posteras ut. När räven lämnar grytet dödas den, vanligen används hagelgevär.
Vid jakt på grävling är hundens uppgift att markera med hjälp av skall var grävlingen befinner sig så att jägare kan göra ett så kallat nerslag, alltså gräva sig ner till grytgången och där döda grävlingen. Hundar som präglas på grävling kallas för förliggare. Vid jakt på grävling är det därför extra viktigt med en så kallad grytpejl, och ordentlig utrustning för att kunna gräva sig ner till djuret. Vid jakten används enhandsvapen, revolvrar och pistoler, då de är enkla att hantera i grytet på grund av sin korta längd.

## Utrustning
Vid jakt används numera ofta en grytpejl på hunden för att kunna lokalisera den noggrannare under jorden. För att kunna gräva sig ner till hunden används olika verktyg, spadar, hackor, spett, yxor och liknande. Fick- eller pannlampor används för att kunna se i de mörka tunnlarna. Vanligt är också att jägarna bär på sig någon form av första förbands-utrustning för sig själv och hunden. Beväpningen varierar, hagelgevär, lätta studsare och enhandsvapen används.

## Viltvård
Grytjakten är inte en lika effektiv form av predatorkontroll som fällfångst. Antalet aktiva arbetstimmar för varje fångat djur är högt. Jakten anses dock av utövarna som mer etisk då djurets lidande inte är lika utdraget som exempelvis vid fällfångst med fällor. ((referens saknas)) Jägaren har även större möjligheter att avgöra bytesdjurets art och tillstånd. Till följd av detta har Royal College of Veterinary Surgeons i Storbritannien uttalat sitt stöd för grytjakten. ((referens saknas))

## Ideologiska aspekter på grytjakt
Kritik mot grytjakt har framförts från olika håll. Bland annat ifrågasätts rimligheten i att under uppstressande former döda ett djur som inte har något värde som livsmedel eller päls. Ingen forskning har heller kunnat styrka att jakt på grävling eller räv skulle gynna den biologiska mångfalden eller ekosystemets funktion i övrigt. Grytanlagsprov, en slags examen för jakttränade hundar, bedrivs med uppfödda (ofta tama) grävlingar i konstgjorda gryt. Kritiker menar att dessa djur lever ett stressat liv då deras enda uppgift är att fungera som lockbete för hundar som genom skall markerar var i grytet de befinner sig. Provgryten är dock konstruerade så att hund och grävling aldrig kan komma i direktkontakt. Emellanåt slutar jakten med skador på hunden. Grytanlagsprov kritiseras starkt av Sveriges Veterinärförbund. Allmän kritik mot grytjakt har framförts av organisationer som Djurens rätt. Även  Miljöpartiet de Gröna har framfört liknande uppfattningar.. Denna kritik har tillbakavisats från jägarna, som menar att stora delar av den bygger på okunskap och direkta faktafel.

### Utredning om grytanlagsprov 2020
I juni 2019 beslutade Regeringen att Naturvårdsverket och Statens jordbruksverk skulle utreda behovet av grytanlagsprov med levande grävling. Utredningen presenterades i juni 2020, där man rekommenderade att levande grävling vid grytanlagsprov bör fasas ut.